# Lophyroplectus nipponensis
Lophyroplectus nipponensis är en stekelart som beskrevs av Joseph Augustine Cushman 1937. Lophyroplectus nipponensis ingår i släktet Lophyroplectus och familjen brokparasitsteklar. Inga underarter finns listade i Catalogue of Life.